# Sperling und die Angst vor dem Schmerz
Sperling und die Angst vor dem Schmerz ist ein deutscher Fernsehfilm von Regisseur Marcus O. Rosenmüller nach einem Drehbuch von Norbert Ehry aus dem Jahr 2003. Es handelt sich um die vierzehnte Episode der ZDF-Kriminalfilmreihe Sperling mit Dieter Pfaff in der Titelrolle. Unterstützt wird Sperling von seinem Team, der neu hinzugekommenen Marie Winter, dargestellt von Carin C. Tietze, Falk Hofmann (Philipp Moog), Waltraud Schütze (Anna Böttcher) und Norbert Wachutka (Hans-Joachim Grubel). Die Haupt-Gaststars dieser Folge sind Anica Dobra, Jan-Gregor Kremp, Astrid M. Fünderich und Adrian Topol. 

## Handlung
Kriminalhauptkommissar Hans Sperling aus Berlin ist mit einem Fall von Menschenraub beschäftigt. Die Geschwister Simone und Julian Caspari im Alter von sechs und acht Jahren sind entführt worden. Die Kidnapper haben eine Lösegeldforderung über vier Millionen Euro gestellt. Der Vater der Kinder, ein zu Wohlstand gekommener Unternehmer, will die Summe auch zahlen. Sperling erinnert der Fall fatal an eine einige Jahre zurückliegende Entführung des zu der Zeit dreizehnjährigen Marcel Wittfoht. Marcel wurde damals, nachdem er zwei Wochen verschwunden war, körperlich unversehrt freigelassen, obwohl kein Lösegeld gezahlt worden war. Da Sperling der Staatsanwaltschaft zu diesem Zeitpunkt keine neuen Erkenntnisse übermitteln konnte, wurde der Fall unaufgeklärt zu den Akten gelegt.
Sperling will sich dem neuen Entführungsfall über einen Kontakt mit Marcel annähern. Der junge hochintelligente Mann ist nach wie vor massiv traumatisiert. Er erzählt dem Kommissar Details über die Zeit seiner Gefangenschaft, die teils sehr anrührend aber auch beklemmend sind und auch das Verhältnis zu den Entführern abbilden. Das neu dazugewonnene Wissen hilft Sperling bei seinem aktuellen Fall, zumal sich immer mehr Parallelen ergeben.
Während eines Telefongesprächs erhöhen die Entführer ihre Forderung auf fünf Millionen Euro. Marcel wurde damals ein kleiner Zeh abgetrennt. Er will von Sperling wissen, ob von den Entführern schon etwas in der Art eingegangen sei, was Sperling verneint, der ihm erzählt hat, dass er glaube, dass es dieselben Entführer wie in seinem Fall seien. Die Entführer haben ihren Plan inzwischen wiederum geändert und wollen das Geld nun in Dollarscheinen. Die Geldübergabe kommt zustande, die Entführer kommen mit den Kindern in einem Hubschrauber auf das Gelände, wohin sie Caspari bestellt haben. Die kleine Simone wird freigelassen, Julian allerdings nicht. Der Hubschrauber hebt mit dem Geld und dem Jungen wieder ab, ohne dass Sperling und seine Mitarbeiter, die in angemessener Entfernung Position bezogen haben, eingreifen können. Der Hubschrauber wurde übrigens gestohlen. Allerdings kann einer der an der Entführung beteiligten Männer, mit dem Caspari gekämpft hat, festgenommen werden. Die Ermittlungen ergeben, dass es sich um einen Ruud Willkens handelt.
Sperling spielt mit Marcel, der sich der schlimmen Lage, in der er sich befand, noch einmal stellen will, dessen damalige Situation nach. Wie seinerzeit Marcels Vater befindet sich auch Caspari in einer angespannten finanziellen Lage, wie weitere Ermittlungen ergeben haben. Marcel erkennt in Ruud Willkens einen der Entführer von damals wieder. Es dauert nicht lange und die Entführer stellen die Forderung, Ruud Willkens freizulassen, da die Casparis ihren Sohn sonst nicht wiedersehen würden. In einem Video lassen sie Julian selbst darum bitten mit dem Zusatz, dass man ihm sonst jeden Tag ein anderes Glied abschneiden werde. Sperling findet heraus, dass es eine Verbindung zwischen Ruud Willkens und Thea Wertheimer gibt. Sie ist nicht nur eine Mitarbeiterin in Casparis Betrieb, sondern auch seine Schwägerin und ehemalige Geliebte. Wertheimer weist die in den Raum gestellte Verdächtigung jedoch empört zurück.
Ruud Willkens, der von Sperlings neuer Mitarbeiterin Marie Winter vernommen werden soll, gelingt es, diese auszutricksen und zu entkommen. Kurz darauf bekommt Sperling einen Anruf, dass man Julian freigelassen habe. Da man vermutet, dass Caspari selbst hinter der angeblichen Entführung seiner Kinder steckt, ebenso wie damals hinter der Entführung von Marcel, versucht Sperling über Aussagen Marcels der Wahrheit näherzukommen. Als der junge Mann gewahr wird, dass Caspari hinter seiner Entführung gesteckt haben muss, legt er ihn herein, bemächtigt sich seiner und schnallt dem an Diabetes mellitus leidenden Unternehmer auf einem Untersuchungstisch fest. Dort ist er seinem ehemaligen Opfer hilflos ausgeliefert und muss um sein Leben fürchten. Sperling ist jedoch rechtzeitig da, um den Racheakt zu beenden.
Inzwischen ist jedoch klar, dass Thea Wertheimer die treibende Kraft hinter der Entführung und Erpressung ist. Sie hat es nie verwunden, dass Caspari sie für eine jüngere Geliebte verlassen hat. Die Idee, die beiden Kinder zu entführen und Geld zu erpressen, stammt von ihr. Zusammen mit Ruud Willkens, den sie aus ihrer Zeit als Serviererin in einer Bar kannte, und dessen Leuten, setzte sie den Plan um analog zu der von ihr zumindest vermuteten Entführung von Marcel Wittfoht, die seinerzeit von ihrem Schwager mit Willkens Hilfe begangen worden und nie aufgeklärt worden war. Marcels Vater hatte damals vier Millionen an Caspari gezahlt, wovon die Ermittlungsbehörden jedoch nichts wussten. Es handelte sich um Schwarzgeld. Dieses Geld bildete den Auftakt zu Casparis Erfolg als Unternehmer. Seine eigenen Kinder hätte er jedoch einer solchen Situation nie ausgesetzt. 

## Produktion

### Dreharbeiten, Produktionsnotizen
Der Film wurde in Berlin und Umgebung gedreht. Die Aufnahmeleitung oblag Nina Hilzinger, Janna Schultz und Thomas Dittmar und die Produktionsleitung Kerstin Kroemer. Die Redaktion hatten Klaus Bassiner und Axel Laustroer inne. Produziert wurde der Film von der Polyphon Film- und Fernsehgesellschaft (Hamburg) in Zusammenarbeit mit der Arte Deutschland TV GmbH (Baden-Baden) im Auftrag des ZDF (Mainz).

### Veröffentlichung
Sperling und die Angst vor dem Schmerz wurde erstmals am 29. August 2003 zur Hauptsendezeit im ZDF sowie beim Sender Arte ausgestrahlt.
Diese vierzehnte Episode der Reihe erschien zusammen mit allen weiteren 17 Folgen am 10. April 2015 auf DVD, herausgegeben von der Edel Germany GmbH.

## Kritik
Die Redaktion von TV Spielfilm zeigte mit dem Daumen nach oben, gab für Anspruch und Action je einen von drei möglichen Punkten und für Spannung drei und stellte fest: „In seinem düsteren 15. Fall ist Dieter Pfaff bravourös als weiser Seelentaucher.“ Fazit: „Intensive, nervenaufreibende Psychostudie“.
Rainer Tittelbach gab dem Film auf seiner Seite tittelbach.tv 4½ von 6 möglichen Sternen und fasste seine Kritik wie folgt zusammen: „‚Wir wollen Heim‘, flehen zwei entführte Kinder im herzerweichenden Kidnapper-Video. Die Lösegeldforderung: vier Millionen Euro. Marcus O. Rosenmüllers ‚Sperling und die Angst vor dem Schmerz‘ nach dem wendungsreichen Drehbuch von Norbert Ehry entfaltet einen Fall, der Dieter Pfaffs ZDF-Kommissar mehr noch als gewohnt an Nieren und Nerven geht. Ein psychologisch ausgefeilter, gut gespielter und zu jeder Zeit hochspannender Krimi!“ […] „Selten“ habe einem ein „‚Sperling‘ so wenig Zeit zum Durchatmen“ gegeben. Weiter schrieb der Kritiker: Dennoch: „Marcus O. Rosenmüllers distanzierte Inszenierung, die nachdenkliche Tonlage, ohne in stilisierte Düsternis abzugleiten, und die hohe Sensibilität im Hinblick auf die Opfer von Verbrechen, das entspricht ganz dieser Reihe, die seit Jahren zum Besten gehört, was das Fernsehen in Sachen Krimi anzubieten hat.“
Die Prisma-Redaktion gab dem Film drei von fünf möglichen Sternen und sprach von einer „spannenden Episode der Krimireihe“, in der Regisseur Marcus O. Rosenmüller und sein Hauptdarsteller Dieter Pfaff einmal mehr zusammengearbeitet hätten.
Die Redaktion des Filmdienstes schrieb: „Ambitionierter (Fernseh-)Krimi aus der ‚Sperling‘-Serie, der erneut mit ungeheuerlichen Enthüllungen im vermeintlich gutbürgerlichen Milieu aufwartet. – Ab 14 möglich.“